# Pointe La Rue
Pointe La Rue is een administratief district van de Seychellen. Het werd genoemd naar een zekere mevrouw Larue die bij de eerste bewoners was. Het district ligt op het hoofdeiland Mahé van de eilandnatie de Seychellen en ligt er aan de oostkust in het centrale deel van het eiland. Het district omvat eveneens het meest oostelijke punt op het eiland en heeft een oppervlakte van zo'n vier vierkante kilometer. Bij de volkstelling anno 2002 werden ruim 2700 inwoners geteld.